# Marge and Homer Turn a Couple Play
Marge and Homer Turn a Couple Play, llamado Marge, Homer y el deporte en pareja en España y Juego de parejas con Marge y Homero en Hispanoamérica, es el último episodio perteneciente a la decimoséptima temporada de la serie animada Los Simpson, emitido originalmente el 21 de mayo de 2006 y en Hispanoamérica se estrenó el 10 de diciembre de 2006. El episodio fue escrito por Joel H. Cohen y dirigido por Bob Anderson. Mandy Moore y Stacy Keach fueron las estrellas invitadas. En este episodio, un jugador de béisbol recurre a Homero y Marge para salvar su matrimonio con una cantante pop.

## Sinopsis
Todo comienza cuando la familia ve un programa policial por TV. En los créditos, Kent Brockman anuncia que los Isótopos de Springfield estaban en primer lugar gracias a su nueva adquisición, Buck "Rey del Home Run" Mitchell. Homer decide ir en ese momento al Estadio de Springfield. Tabitha Vixx, la esposa de Buck Mitchell, canta la primera parte del Himno Nacional Americano antes del partido, y luego se quita la ropa hasta quedar en ropa interior, cantando una de sus nuevas canciones. Luego de un minuto de baile atrevido, concluye con la canción. Buck, humillado, juega muy mal esa noche. Luego, ve a Homer y a Marge besándose por pantalla gigante; más tarde esa noche, Buck aparece en la casa de los Simpson y les pide ayuda para salvar su matrimonio, a cambio de entradas para toda la temporada de béisbol. 
Marge duda de sus habilidades para ayudar a otra pareja. Sus dudas terminan cuando Homer le dice palabras románticas, lo que es visto por Buck, quien exclama que Homer y Marge son un ejemplo de lo que quiere que pase en su matrimonio. En la primera sesión de consejo matrimonial (llevada a cabo en la sala de los Simpson) Buck confiesa que había asumido que Tabitha dejaría su carrera para focalizar todo en la carrera de Buck, a lo que ella responde que no permanecería en un matrimonio así. La sesión concluye cuando Homer le pide a Buck que le firme unas pelotas de béisbol. 
La siguiente sesión se lleva a cabo en la mansión de Buck y Tabitha, y es mucho mejor que la anterior. Como resultado de su matrimonio, ahora muy bueno, Buck vuelve a jugar bien al béisbol. Tabitha continúa cantando, y Homer va a verla a su camarín un día, para chequear algunas cosas. Allí, le da un masaje en el cuello, pero el ruido que ella hace se parece a gemidos sexuales, provocando que Buck entre a la habitación y golpee a Homer. 
Con su matrimonio nuevamente arruinado, Buck juega muy mal. Homer quiere reunir a la pareja, pero Marge se niega a ayudar. Luego, se va, y unos minutos después Tabitha golpea la puerta; le dice a Marge, quien estaba sorprendida, que planeaba dejar a Buck de una vez por todas. Marge le dice que no, que debían estar juntos. 
Mientras tanto, Buck Mitchell está jugando un pésimo partido. Homer, por su parte, había robado un zepelin Duff, el cual hace volar sobre el campo de juego con un mensaje para Buck, supuestamente de Tabitha, proclamando su amor. Buck, revigorizado, arroja la pelota muy fuerte, pero ésta choca con el zepelin, provocando que éste caiga al campo. Cuando Homer sale del zepelin, Buck se da cuenta de que Tabitha no había escrito el mensaje. Cuando está por golpear a Homer, con el bate en la mano, Marge dice unas palabras por los altavoces del estadio, diciéndole que no golpee a su marido. Además, Marge está con Tabitha, quien le dice a Buck que quiere estar con él. 
Todo termina cuando Homer conoce a otro jugador de los Isótopos, Tito, quien le dice que no le importa su matrimonio porque unos bandidos habían secuestrado a su madre.